# Ivan Borna Jelić Balta
Ivan Borna Jelić Balta (ur. 17 września 1992 w Zagrzebiu) – chorwacki piłkarz, grający na pozycji obrońcy.

## Kariera piłkarska
Wychowanek klubu NK Bjelovar, w barwach którego w 2010 rozpoczął karierę piłkarską. Latem 2012 przeniósł się do NK Mladost Ždralovi. W styczniu 2014 został piłkarzem niemieckiego SV Hellas 94 Bietigheim, skąd został zaproszony w lipcu 2015 do drugiej drużyny Stuttgarter Kickers II. W sierpniu 2016 wrócił do Mladost Ždralovi. 3 lutego 2017 zasilił skład NK Rudeš. 15 lutego 2018 przeszedł do NK Varaždin. 20 lipca 2018 został piłkarzem ukraińskiego zespołu Arsenał Kijów. 14 listopada 2018 opuścił kijowski klub.
1 lipca 2022 roku został zawodnikiem pierwszoligowego klubu Wisła Kraków, kontrakt z polskim zespołem do 30 czerwca 2024 roku. 1 lutego 2023 został wypożyczony do bośniackiego klubu FK Sarajevo z Premijer liga Bosne i Hercegovine, umowa do końca sezonu.

## Sukcesy i odznaczenia

### Sukcesy piłkarskie
NK Rudeš
- mistrz Chorwackiej 2. HNL: 2016/17

NK Varaždin
- wicemistrz Chorwackiej 2. HNL: 2017/18